# 粤港澳大湾区

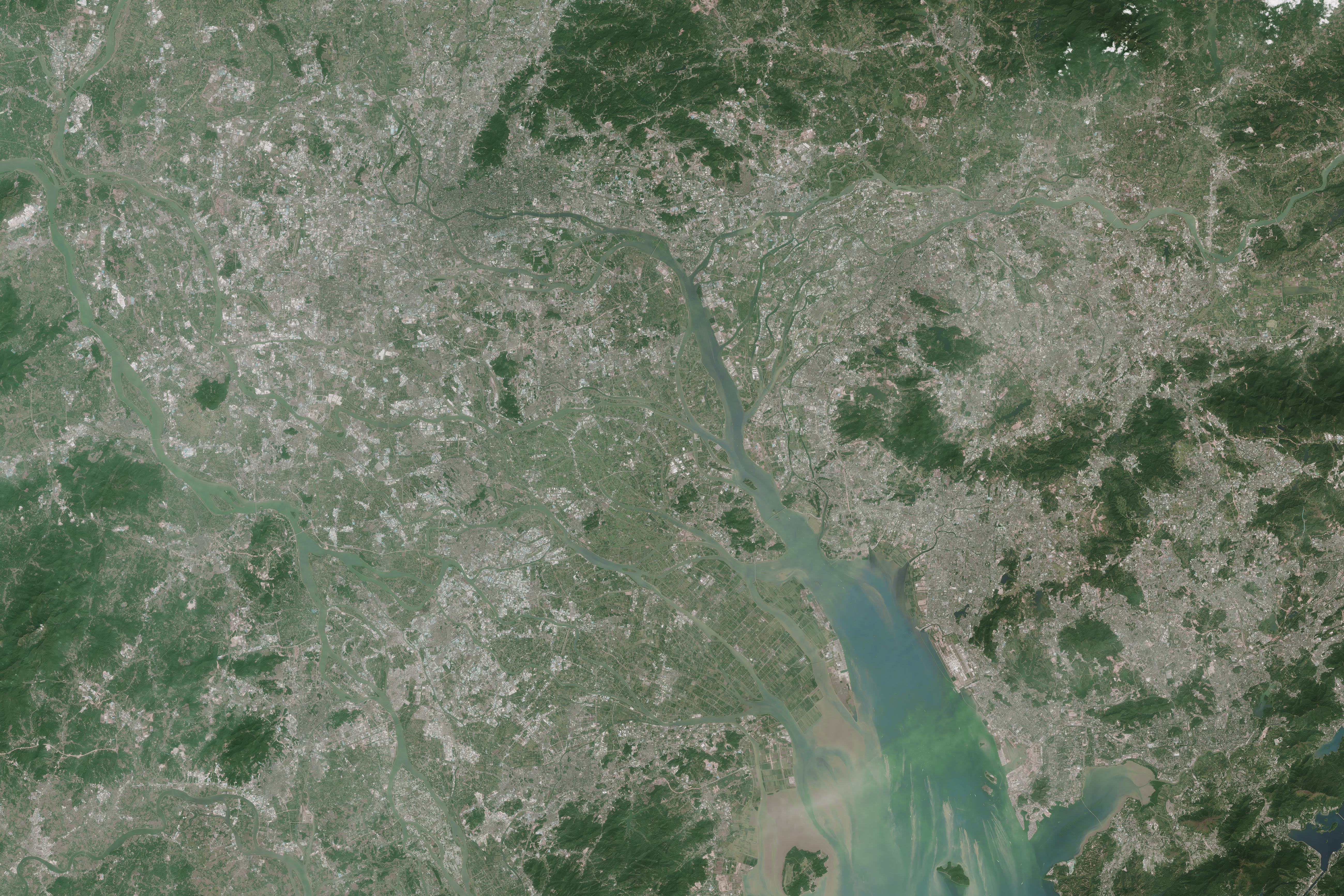
粤港澳大湾区の衛星図

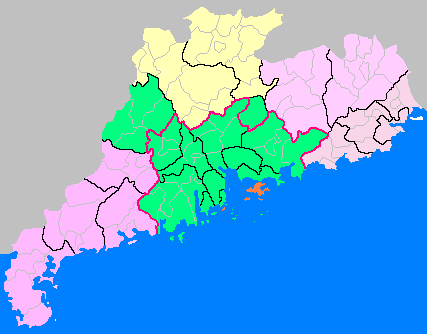
粤港澳大湾区と珠江デルタの違いを説明する。粤港澳大湾区は緑エリアで示される一方、珠江デルタは赤ラインで示され、肇慶と恵州の市区のみ含める。

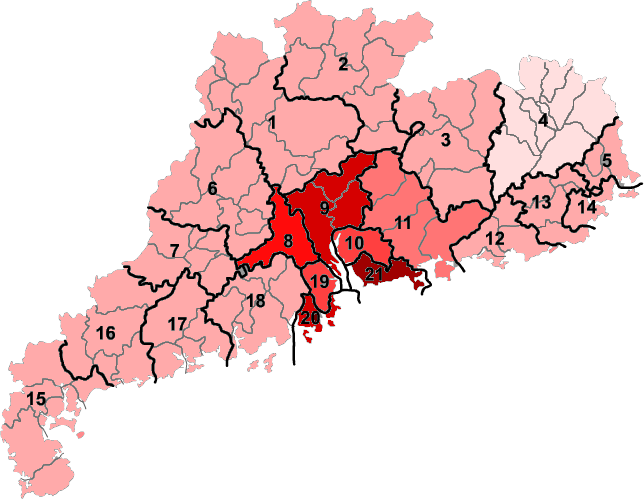
2015年、広東各地級行政区の人均国内総生産分布図。粤港澳大湾区に属する深圳、広州、珠海など地方の国内総生産は他の広東地方より高い。

粤港澳大湾区（えつこうおうだいわんく、英語: Guangdong-Hong Kong-Macao Greater Bay Area、ポルトガル語: Grande Baía Guangdong-Hong Kong-Macau、略称：大湾区、GBA）は、中国共産党中央委員会と中華人民共和国国務院によって制定され、香港（港）・マカオ（澳）・広東省（粤）珠江デルタの九つ都市（広州、深圳、東莞、恵州、仏山、江門、中山、珠海、肇慶を含む）を統合したグレーターベイエリアを目指す地域発展計画である。世界の三大ベイエリアである米国のサンフランシスコ・ベイエリアやニューヨーク都市圏、日本の東京湾首都圏に匹敵する世界最大級の都市圏を目指す。

## 主な都市とその人口
- 香港　 約745万人 (2018年)
- マカオ 約66万人 (2018年)
- 広州市 約1,450万人 (2017年)
- 深圳市 約1,253万人 (2017年)
- 東莞市 約834万人 (2017年)
- 仏山市 約767万人 (2017年)
- 恵州市 約478万人 (2016年)
- 江門市 約454万人 (2016年)
- 肇慶市 約409万人 (2016年)
- 清遠市 約386万人 (2016年)
- 中山市 約323万人 (2016年)
- 珠海市 約177万人 (2017年)